# Parailurus
Parailurus era um gênero da família Ailuridae. Parailurus viveram na época Plioceno, e os fósseis foram encontrados na Europa, América do Norte e Japão.